# Georg Wilhelm Amatus Lüer

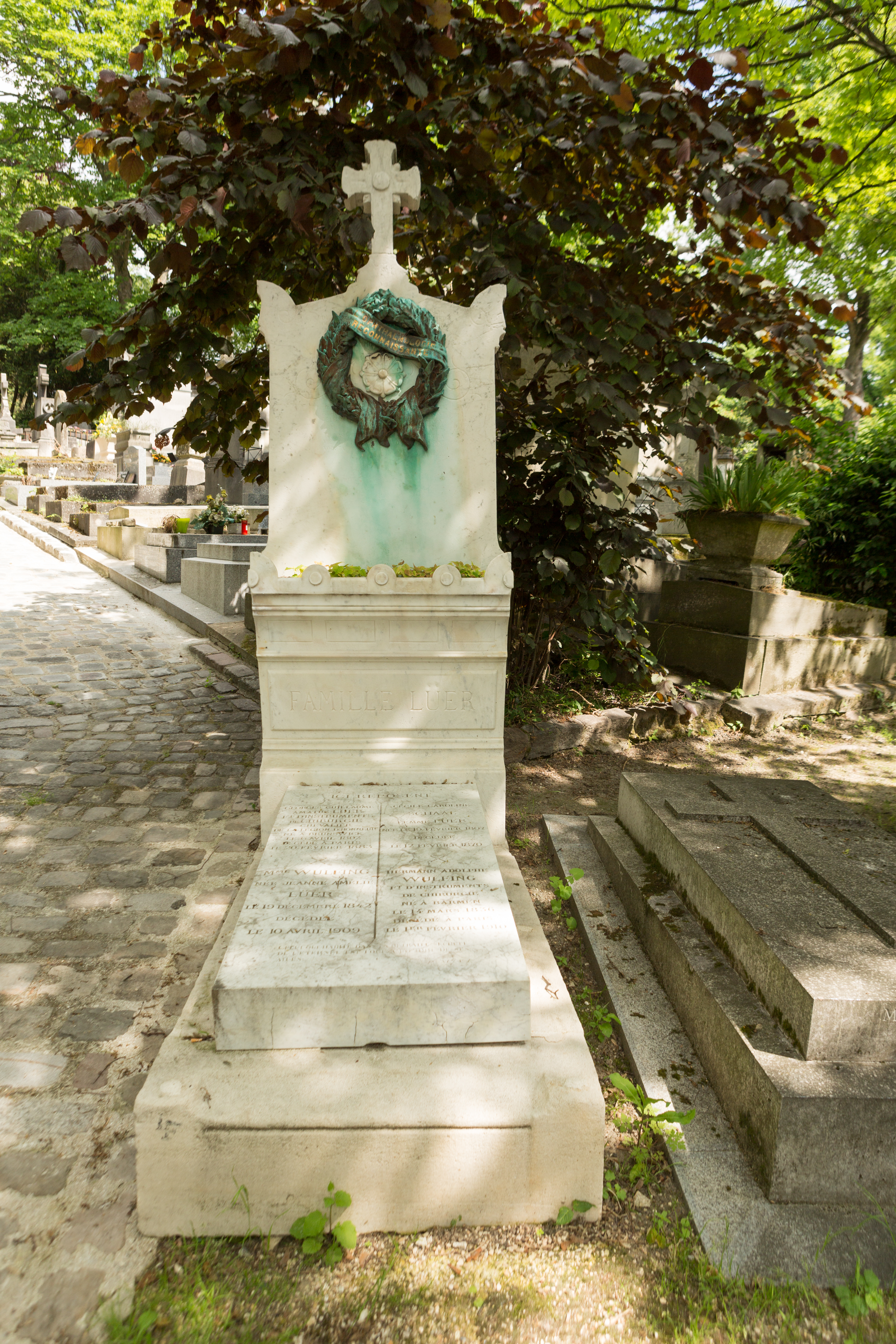
Père-Lachaise

Georg Wilhelm Amatus Lüer (Lueer, Luër) (* 6. April 1802 in Braunschweig; † 1883) war ein deutscher Fabrikant chirurgischer Instrumente.

## Leben
Der Sohn eines Arbeiters lebte seit 1830 in Paris und arbeitete bis 1837 als Instrumentenmacher bei der Firma von Joseph-Frédéric-Benoît Charrière. Danach eröffnete er seine eigene Firma und heiratete noch im gleichen Jahr die aus Sainte-Croix (Schweiz) stammende Cecile Caroline Schaal.
Von dort wurde er 1870 bei Ausbruch des Deutsch-Französischen Krieges vertrieben. Er war mit seiner Werkstatt mehrfach umgezogen und etablierte sich in den 1870ern am Boulevard Saint-Germain. 1881 erhielt Lüer die Französische Staatsbürgerschaft als „Georges-Guillaume-Amatus Lüer“. Nach ihm ist eine Vielzahl chirurgischer Instrumente benannt.
Jean Luer heiratete 1867 Hermann Adolf Wülfing (1836–1909), der 1904 ein US-Patent auf eine Spritze erhielt und auch das Luer-System erfand. Lüer überließ sein Geschäft dem Schwiegersohn. Das »Maison Lüer« hatte 1897 schon eine Ganzglasspritze zur guten Sterilisierbarkeit patentiert.